# سمير ييش
سمير ييش  (13 يوليو 1970 المغرب) هو مدرب كرة قدم مغربي.

## روابط خارجية
- سمير يعيش على موقع قاعدة بيانات كرة القدم.إي يو (الإنجليزية)